# John Maltravers
Sir John Maltravers (auch Mautravers) (* 1266; † 1341) war ein englischer Ritter. 

## Leben
Maltravers stammte aus Lytchett Matravers in Dorset, sein Vater hieß ebenfalls John Maltravers. Als junger Ritter hatte er viel Zeit in Irland verbracht, anschließend nahm er während es Ersten Schottischen Unabhängigkeitskriegs an den Feldzügen von König Eduard I. nach Schottland und während des Französisch-Englischen Kriegs in die Gascogne teil. Um 1296 erbte er nach dem Tod seines Vaters dessen Güter in Dorset. Er wurde am 12. Mai 1306 zusammen mit Eduard, dem Prince of Wales, zum Knight of the Bath geschlagen und zum Knight Banneret ernannt. 1308 nahm er in der Partei des Earl of Arundel an einem großen Turnier in Dunstable teil. Er gehörte 1325 zu den Gegnern des königlichen Günstlings Hugh le Despenser und wurde im Juli 1325 des Einbruchs und Diebstahls in dem königlichen Gut von Kingsbury Regis in Somerset beschuldigt. Im Oktober 1325 soll er während eines Markts in Dorset einen Aufruhr verursacht haben, weshalb er 1326 als Rebell angeklagt wurde. Seine Güter wurden beschlagnahmt, doch nach dem Sturz von König Eduard II. und von Hugh le Despenser Ende 1326 erhielt er seine Güter zurück.

## Ehen und Nachkommen
In erster Ehe heiratete er Alinore, deren Herkunft unbekannt ist. Mit ihr hatte er mindestens zwei Kinder:
- John Maltravers, 1. Baron Maltravers (um 1290–1364)
- Matilda ⚭ John de Lenham der Jüngere

In zweiter Ehe heiratete er Joan († 1348/9), eine Tochter von Sir Walter Foliot. Mit ihr hatte er drei Töchter:
- Alice
- Joan
- Elizabeth

Nach seinem Tod 1341 heiratete seine Witwe in zweiter Ehe Alexander Venables.